# Carla's Song
Pour plus de détails, voir Fiche technique et Distribution.
Carla's song est un film hispano-germano-britannique réalisé par Ken Loach, sorti en 1996.

## Synopsis
Glasgow, 1987. George, chauffeur de bus, tombe amoureux de Carla, jeune réfugiée nicaraguayenne qui a fui la guerre dans son pays, après avoir été témoin d'évènements dont elle refuse de parler. Un jour il la sauve d'une tentative de suicide. Il décide alors de se rendre avec elle au Nicaragua sur les traces de son passé. Parti avec une sympathie pour le pays natal de Carla et pour ses compagnons de lutte, ce paisible garçon se retrouve soudain au cœur d'une violence qui n'est pas sienne, qu'il n'avait jamais soupçonnée, et qu'il est incapable de supporter.

## Fiche technique
- Titre : Carla's song
- Réalisation : Ken Loach
- Scénario : Paul Laverty
- Photographie : Barry Ackroyd
- Montage : Jonathan Morris
- Musique : George Fenton
- Direction artistique : Fergus Clegg, Llorenç Miquel
- Décors : Martin Johnson
- Costumes : Daphne Dare, Lena Mossum
- Casting : Jeanie Bacharach, Wendy Ettinger
- Productrice : Sally Hibbin
- Coproducteurs : Ulrich Felsberg et Gerardo Herrero
- Société de production : Alta Films, Channel Four Films, Degeto Film, Filmstiftung Nordrhein-Westfalen, Parallax Pictures
- Société de distribution : Cinemien (Pays-Bas), Diaphana Films (France), Lider Films (Argentine), Alta Films (Espagne)
- Pays de production :  Royaume-Uni,  Espagne,  Allemagne
- Langue : Anglais, Espagnol
- Format : Couleurs
- Genre : Film dramatique
- Durée : 127 minutes (2 h 7)
- Dates de sortie :
  - Italie : 20 septembre 1996
  - France : 30 octobre 1996
  - Argentine : 11 novembre 1996 (Festival international du film de Mar del Plata)
  - Royaume-Uni : 31 janvier 1997
  - Hong Kong : 28 mars 1997 (Festival international du film de Hong Kong)
  - États-Unis : 15 mai 1997
  - Allemagne : 11 septembre 1997

## Distribution
- Robert Carlyle (VF : Éric Herson-Macarel) : George
- Oyanka Cabezas (VF : Ethel Houbiers) : Carla
- Scott Glenn : Bradley
- Louise Goodall : Maureen
- Richard Loza : Antonio
- Gary Lewis : Sammy
- Salvador Espinoza : Rafael
- Subash Singh Pall : Victor
- Stewart Preston : McGurk

## Autour du film
La réalisatrice Icíar Bollaín a consacré un livre à Ken Loach inititulé Ken Loach, un observador solidario après l'avoir suivi sur le tournage de Carla's Song.

#### Ouvrages
- Paul Laverty, Carla's song (scénario), Éditions du Seuil, Paris, 1996

#### Périodiques
- Cahiers du cinéma, n° 507, novembre 1996
- Jeune Cinéma, n° 239, septembre 1996
- Positif, n° 429, novembre 1996
- Première, n° 236, novembre 1996
- Studio Magazine, n°116, novembre 1996